# Linares (Napo)
Linares ist eine Ortschaft und eine Parroquia rural im Kanton El Chaco der ecuadorianischen Provinz Napo. Die Parroquia hat eine Fläche von 216,2 km². Die Einwohnerzahl lag im Jahr 2010 bei 209. Die Parroquia wurde am 30. April 1969 gegründet.

## Lage
Die Parroquia Linares liegt an der Ostflanke der Cordillera Real. Das 1590 m hoch gelegene Verwaltungszentrum befindet sich am rechten Flussufer des in Richtung Nordnordost fließenden Río Coca (Río Quijos) 3 km südlich vom Kantonshauptort El Chaco. Die Parroquia hat eine Längsausdehnung in Ost-West-Richtung von etwa 29 km sowie in Nord-Süd-Richtung von 7 km. Der Río Quijos begrenzt das Areal im Westen. Der 3482 m hohe Vulkan Pan de Azúcar erhebt sich zentral im Verwaltungsgebiet und trennt es in einen westlichen und einen östlichen Teil. Im östlichen Norden erhebt sich der Berg Cerro Guagraurcu. Im Südosten erhebt sich der 3732 m Vulkan Sumaco.
Die Parroquia Linares grenzt im Südosten an die Parroquia San José de Payamino (Kanton Loreto, Provinz Orellana), im Süden an die Parroquia Sumaco, im Westen an die Parroquia Sardinas, im Nordwesten an die Parroquia El Chaco sowie im Norden und im Osten an die Parroquia Gonzalo Díaz de Pineda.

## Ökologie
Der zentrale und der östliche Teil der Parroquia liegen innerhalb des Nationalparks Sumaco Napo-Galeras.